# Pilosella subulatissima
Pilosella subulatissima là một loài thực vật có hoa trong họ Cúc. Loài này được (Zahn) Mateo miêu tả khoa học đầu tiên năm 1997.